# Léon Dollinger
Pour les articles homonymes, voir Dollinger.
Léon Émile Dollinger, né à Wissembourg le 4 avril 1866 et mort à Strasbourg le 17 août 1921, est un directeur de musée alsacien très impliqué dans la défense de l'art populaire et de la tradition culturelle française en Alsace.
Il est avec son frère aîné, Ferdinand Dollinger, et Pierre Bucher, l'un des fondateurs du Musée alsacien. Il est, avec Pierre Bucher, un des deux gérants de la "Société du Musée Alsacien" dès sa création en novembre 1902 et assure au Musée Alsacien, ouvert au public en 1907, les multiples tâches dévolues à un conservateur: gestion des collections, muséographie, rapports annuels, organisation des animations, création d'une boutique.
De 1904 à 1914, il prend en charge la publication des Images du Musée Alsacien, série de 262 planches photographiques, dont certaines coloriées à l'aquarelle, présentant des vues de villages et des scènes de la vie alsacienne ou des objets faisant partie des collections du Musée Alsacien.
[Son frère et lui] avaient d'autant plus de mérite à ne pas avoir renié la tradition française qu'ils avaient connu l'incompréhension - qui semble, hélas, irrémédiable - des Français « de l'Intérieur ». En effet, leur père, le juge Dollinger, figure nommément dans un des Contes du lundi d'Alphonse Daudet, comme l'incarnation même du renégat, alors que son seul crime a été de ne pas vouloir quitter sa petite patrie, après l'annexion. Juste retour des choses : le fils de l'auteur de cette cruelle et injuste attaque, Léon Daudet, défendra la thèse que les Alsaciens qui étaient restés sur place avaient bien fait.
Son fils, l'historien Philippe Dollinger (1904-1999), dirigea l'Institut d'études alsaciennes et les Archives municipales de Strasbourg.